# Julio Serrano Echeverría
Julio Serrano Echeverría (Xelajú (Quetzaltenango), 1983) es un escritor, poeta, editor, documentalista y artista visual guatemalteco.

## Trayectoria
Poeta y artista multidisciplinario. Estudió Literatura en la Universidad de San Carlos de Guatemala, también cuenta con formación en cine y artes visuales.
Posteriormente completó su formación en España con una beca de la Fundación Carolina, en México con una beca de la Residencia para Artistas de Iberoamérica FONCA-AECID y de la Fundación Yaxs en Guatemala.
Fue uno de los fundadores en 2003 Festival Internacional de Poesía de Quetzaltenango. Dirigió el Festival Permanente de Poesía Xela 2003 y 2004.
En 2008 fue fundador y coordinador del proyecto editorial www.librosminimos.org para promover libros de literatura contemporánea de autores centroamericanos y en 2013 una de las primeras editoriales guatemaltecas en ofrecer publicaciones de descarga libre en línea .
También ha sido editor literario en entidades como Editorial Cultura, del Ministerio de Cultura y Deportes y Editorial Piedra Santa, ambas en Guatemala.
En 2006 publicó su ópera prima en poesía, Las palabras y los días. y fue ganador del segundo lugar en el concurso de poesía Myrna Mack (2006).
Desde entonces ha publicado varios libros de poesía, crónica y literatura infantil, Además publica periódicamente ensayos, crónicas y opinión en medios de la región. 
Como realizador audiovisual ha trabajado en diversos registros entre el documental periodístico, el cine ensayo, la ficción y el video arte; algunos de estos trabajos han participado en espacios expositivos y festivales audiovisuales.
Es fundador y coordinador creativo de Agencia Ocote, un medio de comunicación digital guatemalteco de ámbito centroamericano que se plantea el periodismo en diálogo con el arte que trata entre otros temas la memoria histórica y justicia transicional, auditoría de medios o derechos de las mujeres. Con esta agencia ganó el Premio Gabo de Periodismo en 2022.
También ha trabajado como actor, siendo uno de los protagonistas de la película Nuestras Madres (2019) dirigida por el cineasta guatemalteco César Díaz.
Su poesía ha sido traducida al italiano por la poeta Silvia Favaretto. Su obra ha sido traducida también a q'eqchí, inglés, francés y bengalí.

## Colectivo Cuatro Caminos
Serrano Echeverría es miembro del Colectivo Cuatro Caminos, integrado por las productoras Cien Pies Producciones y Belenguén y la editorial Libros Mínimos. El colectivo trabaja con contenidos audiovisuales, para generar diálogos con otros lenguajes, como la música, la antropología y literatura. Entre los materiales producidos está el documental Vidas ambulantes (2010) dirigido y producido por Serrano.
También han producido video-arte experimental como Civil war, una relectura de la guerra civil guatemalteca que se presentó en el Instituto Cervantes de Sao Paulo; Exprimiendo la tierra que revisa la relación del  humano con el planeta; y Anti(terapia) en el que la postguerra y su delirio se vuelca en un natural y espontáneo personaje de la ciudad.

## Obra

### Poesía
- Las Palabras y los Días (Editorial Cultura, 2006)
- Actos de magia (Catafixia, 2011; Espiral, 2012)
- Central América (Magna Terra Editores, 2014; Editorial Valparaíso, 2014)
- Ser el tiempo (Catafixia editorial, 2015)
- Estados de la materia (Catafixia editorial, 2017)
- Antes del mar (Metáfora editores, 2018)

### Literatura Infantil
- Desde las aguas (Amanuense, Guatemala, 2014)
- Desde los orígenes (Amanuense, Guatemala, 2014)
- Desde el tiempo de los abuelos (Amanuense, Guatemala, 2014)
- En botas de astronauta (Amanuense, Uruguay, 2016)
- Balam, Lluvia y la Casa (Amanuense, Uruguay, 2018)
- En botas de astronauta (Amanuense, Uruguay, 2020)
- El animal en la piedra (Amanuense, Uruguay, 2024)

### Transmedia
- Trans 2.0 (Libros Mínimos, 2009)
- Ser el fuego  (Fundación Yaxs, 2018)

### Crónica
- Cuadros sin costumbre (Metáfora editores, 2015)

## Filmografía
- Vidas ambulantes (2011) documental. Director y productor[11]
- Nuestras madres (2019) actor en el papel de "Juan"